# Mokrance
Mokrance (in ungherese Makranc) è un comune della Slovacchia facente parte del distretto di Košice-okolie, nella regione di Košice.